# Discocyrtus serrifemur
Discocyrtus serrifemur is een hooiwagen uit de familie Gonyleptidae.